# NGC 1261
NGC 1261（Caldwell 87、Melotte 19）は、とけい座にある球状星団である。ジェームズ・ダンロップが1826年に初めて発見した。